# Fórmula de Porteous
En matemática, la fórmula de Porteus, introducida por Porteous (1971), es una expresión para la clases fundamental de una variedad de determinantes en términos de clases de Chern. Kempf & Laksov (1974) han proveído una versión más general.